# Coaster II
 (janvier 2022).
Le Coaster II, également connu sous le nom de Quissett, est une goélette à deux mâts amarrée à l'extrémité ouest de la jetée principale de Ellwood A. Mattson Lower Harbour Park, à Marquette dans le Michigan. Elle a été inscrite au registre national des lieux historiques le 28 septembre 1989.

## Historique
Coaster II est une goélette a coque en bois et est gréée en voile aurique, deuxième des trois construites par Murray Peterson, désignés Coaster, Coaster II et Coaster III pour reproduire les goélettes de cabotage de la fin du XIXe siècle.
Murray Peterson, né en 1908, était l'un des concepteurs de bateaux et de yachts les plus influents du XXe siècle. Il a étudié l'architecture navale au Massachusetts Institute of Technology et, en 1929, a rejoint l'entreprise de concepteur de bateaux John Alden en tant que dessinateur. Pendant qu'il y était, Peterson a conçu l'idée d'un bateau de « caractère », concevant une goélette de cabotage miniature qui aurait l'apparence et la saveur de la goélette commerciale. En 1931, le chantier naval de Goudy et Stevens  à Boothbay dans le Maine  a construit et lancé le premier Coaster.
En 1933, Peterson a quitté l'entreprise d'Alden et a ouvert sa propre entreprise. La première conception qu'il a achevée était celle de ce navire, le Coaster II, qu'il a conçu comme son yacht personnel en 1933, encore une fois par le chantier naval de Goudy et Stevens. Peterson a vécu à bord du navire jusqu'en 1935, date à laquelle il l'a vendu.
Le yacht a été utilisé pour faire la course de San Francisco à Hawaï et a été utilisé comme observateur au large de Long Island pendant la Seconde Guerre mondiale. Elle a également contourné le Cap Horn. À un moment donné, elle a été rebaptisée Quissett. Niko Economides a acheté Coaster II en 2007 et l'a transférée à Marquette.

## Galerie
|                          |
| A quai à Marquete Harbor |

|                 |
| Devant le phare |